# Hypericum burmanicum
Hypericum burmanicum är en johannesörtsväxtart som beskrevs av Samarendra Nath Biswas. Hypericum burmanicum ingår i släktet johannesörter, och familjen johannesörtsväxter. Inga underarter finns listade i Catalogue of Life.